# Vazovo
Vazovo (Bulgaars: Вазово, Turks: Eski Balabanlar) is een dorp (село) in de Bulgaarse oblast  Razgrad. Het dorp ligt in de gemeente Isperich en ligt op 36 km afstand van de provinciale hoofdplaats Razgrad. De hoofdstad Sofia ligt hemelsbreed op 306 km afstand. 
De oude naam van het dorp was Eski Balabanlar (Ески Балабанлар). In 1934 is het dorp vernoemd naar de Bulgaarse schrijver Ivan Vazov.

## Bevolking
Tussen 1934 en 1985 bleef het inwonersaantal van het dorp vrij stabiel. Vooral in de periode 1984-1989 verlieten relatief veel inwoners het dorp als gevolg van de assimilatiecampagnes van het communistisch regime van Todor Zjivkov, waarbij alle Turken en andere moslims in Bulgarije christelijke of Bulgaarse namen moesten aannemen en afstand moesten doen van islamitische gewoonten. De meeste inwoners verhuisden toen naar Turkije. Na de val van het communisme kwam een nieuw emigratieproces op gang, dit keer vanwege de verslechterde economische situatie in de regio. Het dorp telde in december 2019 972 inwoners, een daling vergeleken met het maximum van 1.539 inwoners in 1965.
|  |

Van de 1.099 inwoners reageerden er 889 op de optionele volkstelling van 2011. Van deze 889 respondenten identificeerden 544 personen zichzelf als Bulgaarse Turken (61,2%), gevolgd door 315 Roma (35,4%) en slechts 24 etnische Bulgaren (2,7%).